# Stephan Schlegel
Stephan Schlegel (* 21. Mai 1969 in Altenholz) ist ein ehemaliger deutscher Handballspieler. Aktuell ist er als Handballtrainer tätig.

## Karriere

### Spielerlaufbahn
Schlegel begann im Jahre 1977 das Handballspielen beim TSV Altenholz. Mit der C-Jugend des TSV Altenholz gewann er 1984 die deutsche Meisterschaft. Zwischen 1987 und 1990 spielte der Rückraumspieler beim VfL Bad Schwartau, mit dessen Herrenmannschaft er in der 2. Bundesliga auflief. In der Saison 1990/91 stand Schlegel beim Bundesligisten TSV Milbertshofen unter Vertrag, mit dem er den Europapokal der Pokalsieger gewann. Die beiden darauffolgenden Spielzeiten gehörte er dem Kader des Zweitligisten GWD Minden an.
Schlegel kehrte 1993 zum Bundesligisten VfL Bad Schwartau zurück. 1996 trat er mit Schwartau den Gang in die Zweitklassigkeit an. Nachdem Schlegel mit dem VfL 1998 den Aufstieg in die Bundesliga gelungen war, wechselte er in die 2. Mannschaft des Vereins. Zwischen 2000 und 2007 lief er für den Regionalligisten ATSV Stockelsdorf auf. In der zweiten Saisonhälfte der Spielzeit 2007/08 lief er drei Mal für den Oberligisten Ahrensburger TSV auf. In der Saison 2009/10 bestritt er nochmals vier Zweitligaspiele für den VfL Bad Schwartau.

### Trainerlaufbahn
Stephan Schlegel war während seiner aktiven Spielerlaufbahn beim VfL Bad Schwartau und ATSV Stockelsdorf als Jugendtrainer tätig. Weiterhin trainierte er für einen kurzen Zeitraum die Herrenmannschaft des ATSV Stockelsdorf. Im Sommer 2007 übernahm der B-Lizenzinhaber die Damenmannschaft des TSV Travemünde, die in der 2. Bundesliga antrat. Im Dezember 2007 beendete er seine Trainertätigkeit in Travemünde. Später war Schlegel für anderthalb Jahre beim VfL Bad Schwartau als Co-Trainer der Herrenmannschaft tätig. Anschließend trainierte er wieder Jugendmannschaften beim VfL. Im Sommer 2018 übernahm er die 2. Herrenmannschaft vom VfL, die in der Oberliga antritt. Schlegel trainierte ab Juli 2019 die HSG Ostsee N/G, jedoch musste er im September 2019 diese Tätigkeit aus persönlichen Gründen beenden. 2021 kehrte er zum VfL Bad Schwartau zurück und übernahm die B-Jugend. Zwischen Sommer 2022 und Januar 2023 trainierte er die A-Jugend vom VfL Bad Schwartau. Schlegel übernahm daraufhin den Landesligisten ATSV Stockelsdorf, den er bis zum Saisonende 2022/23 betreute. Daraufhin gehörte er dem Trainerteam der Inklusionsmannschaft des ATSV Stockelsdorf an. In der Saison 2024/25 betreut er die zweite Mannschaft des VfL Bad Schwartau.